# Вязниковский завод радиоэлектронной техники
Вязниковский завод радиоэлектронной техники (ВЗРТ) — контрактный производитель электронной техники, специализирующийся на серийном выпуске пластмассовых корпусов и трудоемкой сборке электроники.
История завода уходит своими корнями в 1830 год, когда в деревне Петрино Вязниковского уезда купцом 2 гильдии Михаилом Андриановичем Барыбиным было создано полотняно-ткацкое предприятие. В 2006 году открылось производство по выпуску электронной аппаратуры. В 2008 году предприятие получило название «Вязниковский завод радиоэлектронной техники» (ВЗРТ).
В апреле 2011 года ВЗРТ стал головным предприятием производственной группы, в которую, помимо вязниковского завода, вошел завод «Арсенал», ранее принадлежавший компании «Ровер».
Закрыт в 2015 году.